# 薬師寺 (徳島市)
薬師寺（やくしじ）は、徳島県徳島市北田宮に位置する寺院である。山号は千松山。本尊は薬師如来。宗派は真言宗大覚寺派。旧名は菅原寺。

## 歴史
1622年（元和8年10月）に阿闍梨宥賢によって菅原寺として開基。
1775年（安永4年）に現在の薬師寺と改称。徳島藩政時代は蜂須賀家と縁があった。1989年（平成元年）に本堂が再建される。寺の西側には菅原道真を祀る天神社が鎮座する。

## 交通
- JR佐古駅より徒歩約15分。
- 徳島自動車道「徳島インターチェンジ」より車で約15分。